# Station Guillaucourt
Station Guillaucourt is een spoorwegstation in de Franse gemeente Guillaucourt.